# Inayat Zakiatuddin Syah
Inayat Inayat Zakiatuddin Syah (khoảng 1645 - 3 Tháng 10, 1688) là hồi vương (sultan) thứ 16 của Aceh. Triều đại của bà kéo dài từ 1678 đến 1688.

## Tiểu sử và đăng quang
Bà tên Puteri Raja Setia. Có rất nhiều các nguồn đối lập về thông tin gia đình của bà. Theo Bustanus Salatin,một ký sử tương đối đáng tin cậy, bà là con gái của Sultan Muhammad Syah. Còn ba ký sử nhỏ khác thì lại khẳng định rằng bà là con gái của sultana (nữ hoàng) tiền nhiệm Nurul Alam Naqiatuddin Syah. Còn một nguồn thứ ba khác, từ Trường Đại học Quốc gia Malaysia, nói rằng bà là con của Malik Radliat Syah, con trai của Sultan Ali Ri'ayat Syah III, con trai của Sultan Alauddin Ri'ayat Syah Sayyid al-Mukammal.

## Cái chết
Sultana Inayat băng hà ngày 3 Tháng 10, 1688. Kế vị bà là Zainatuddin Kamalat Syah.